# Textilanyagok hegesztése

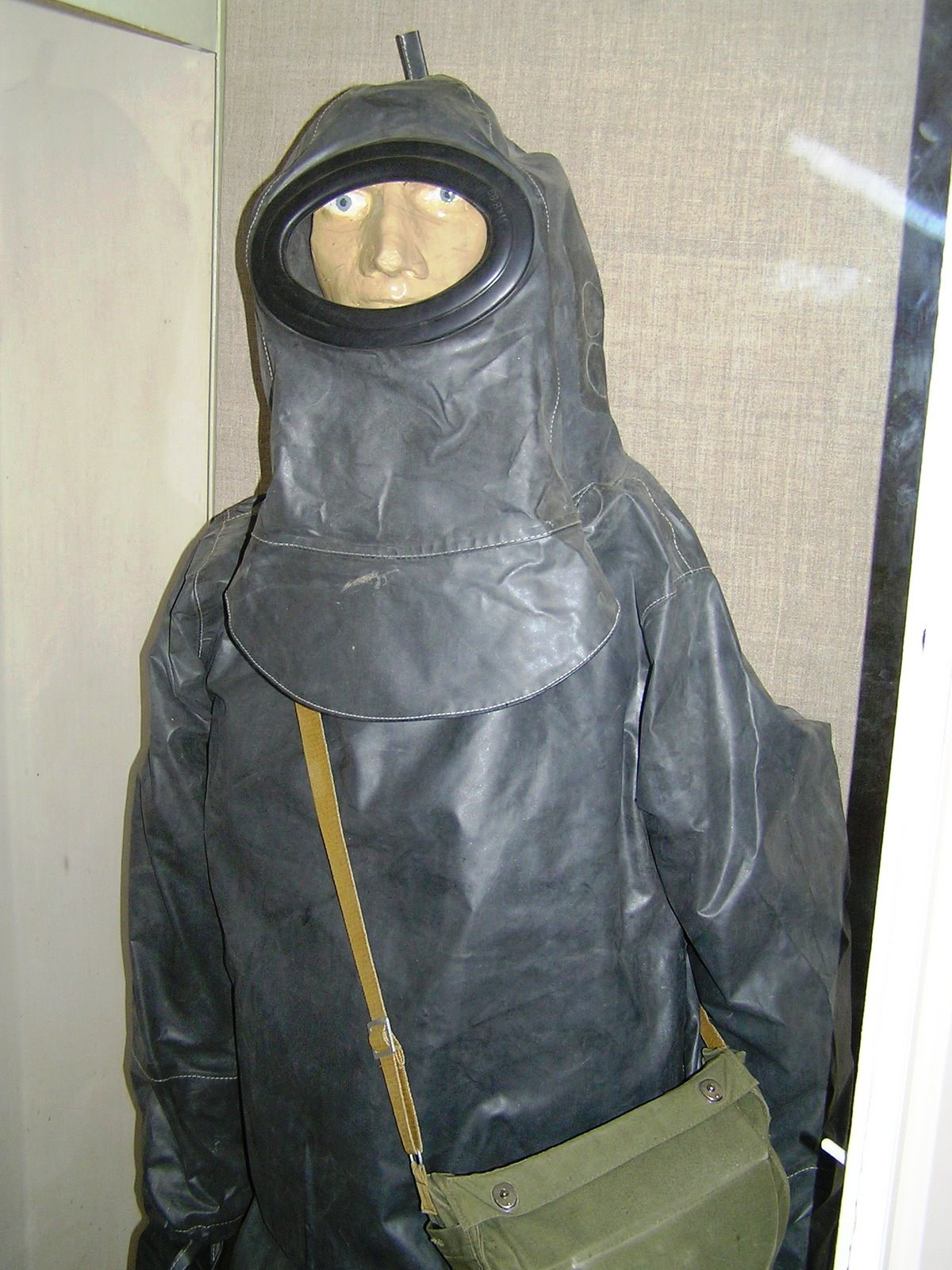
Védőruha hegesztett varratokkal

A textilanyagok hegesztése, mint általában a hegesztés, különálló – ez esetben valamilyen textíliából (kelméből) készült – alkatrészek oldhatatlan kötéssel történő összeerősítésére szolgál. A hagyományos varrásnál a tű átszúrja a textilanyagot, következésképp abban a varrat mentén apró lyukak keletkeznek, amelyeket azonban a varrócérna nem tud lég- és vízmentesen tömíteni. Egyes felhasználási területeken, például vízhatlan vagy vegyszerálló, légmentesen záródó védőruhák esetében ezért gondoskodni kell arról, hogy ilyen lyukacskák ne keletkezhessenek, vagy legalábbis úgy le kell fedni az ilyen varratokat, hogy tökéletesen szigetelve legyenek. Az előbbi esetben az összevarrandó alkatrészeket hegesztéssel lehet egymáshoz rögzíteni, az utóbbi esetben pedig a varratot egy fölé hegesztett műanyagfólia-szalaggal lehet borítani. A felhasználási terület dönti el, hogy melyik eljárás alkalmazása célszerűbb az adott esetben.
A korábban csak fémekre alkalmazott hegesztési eljárás a hőre lágyuló műanyagok esetében is felhasználható, így ezek megjelenésekor, az 1940-es évektől, amikor PVC-fóliákból készített esőkabátokon alkalmazták, kézenfekvő volt a gondolat, hogy az ilyen alkatrészek összeerősítésére is ezt a módszert használják. Textíliák esetében ez a poliamidok (poliamid 6.6 illetve poliamid 6) széles körű elterjedésével párhuzamosan, az 1960-as években került napirendre. Ilyen irányú kísérletek a tűvel-cérnával való varrás helyettesítésére már akkor folytak, egyebek között Magyarországon is a Habselyem Kötöttárugyárban, az 1960–70-es években nagyon népszerű és sok millió számra gyártott (poliamid 6 alapanyagú) nejloningek gyártásánál. 
Hegesztett varratokat alkalmaznak a ruhadarabokon kívül sátrak, ponyvák, textilépületek készítésénél is. Az ultrahangos hegesztés védőruhák, csomagolóanyagok, szűrők, kórházfelszerelési textíliák (huzatok, kendők stb.), árnyékolástechnikai eszközök (textilredőnyök), melltartók, fűzőáruk stb. készítéshez használatos; a lézersugaras hegesztés elsősorban az autóiparban terjedt el, egyebek között a légzsákok gyártásában is. Emellett használják egyéb műszaki textíliák, például ponyvák, árnyékoló textilanyagok, csomagolóanyagok konfekcionálásában és a textilépítészetben is, a ruházati iparban pedig varratok műanyag szalaggal való lefedésére vízhatlanítás céljából.

## Történeti visszapillantás
A korábban csak fémekre alkalmazott hegesztési eljárás a hőre lágyuló műanyagok esetében is felhasználható, így ezek megjelenésekor, az 1940-es évek végétől, amikor PVC-fóliákból készített esőkabátokon alkalmazták, kézenfekvő volt a gondolat, hogy az ilyen alkatrészek összeerősítésére is ezt a módszert használják. Textíliák esetében ez a poliamidok (poliamid 6.6 ill. poliamid 6) széles körű elterjedésével párhuzamosan, az 1960-as években került napirendre. Ilyen irányú kísérletek a tűvel-cérnával való varrás helyettesítésére már akkor folytak, egyebek között Magyarországon is a Habselyem Kötöttárugyárban, az 1960–70-es években nagyon népszerű és sok millió számra gyártott (poliamid 6 alapanyagú) nejloningek gyártásánál. Az így készített hegesztett varratok azonban kemények voltak és az e célra az akkori Textilipari Kutató Intézettel közösen kifejlesztett gép sem váltotta be a hozzá fűzött reményeket, így ez a technológia nem terjedt el, de nemcsak nálunk, hanem más, külföldi inggyárakban sem.
A műszaki fejlődés azonban nem állt meg. Vannak olyan területek a ruhagyártásban és a műszaki felhasználású textíliák gyártásában, ahol ez a technológia ma már nélkülözhetetlen. Emellett már a poliamidokon kívül is számos olyan szintetikus szálasanyag-fajta áll rendelkezésre, amely hőre lágyuló és ezért hegeszthető, másrészt tökéletesedtek az erre szolgáló gépek is.

## Textilanyagoknál alkalmazott hegesztési eljárások
A hegesztett kötés az alkatrészek atomjait, molekuláit összetartó erők révén (úgynevezett kohéziós kötésekkel) jön létre, amit úgy hoznak létre, hogy a hegesztés helyén az alkatrészek anyagát vékony rétegben meglágyítják, nagy erővel összenyomják, és így lehetővé teszik az anyagrészecskéknek, hogy kölcsönösen egymásba hatoljanak. Egyes eljárásoknál az alapanyagokhoz hasonló kémiai összetételű töltőanyag beolvasztásával erősítik össze az alkatrészeket. Ez az eset áll fenn például akkor, amikor műanyag bevonatos textíliákat hegesztenek össze.
A hegesztés végrehajtásához hő és nyomás kell. A textilanyagot olyan hőmérsékletre kell felmelegíteni, hogy meglágyuljon (ez például a poliamid 6 esetében 170–180 °C, a poliamid 6.6 esetében 220–230 °C, a poliészter esetében 220–240 °C). Ezen a hőmérsékleten a textilanyag molekulái olyan erőteljes mozgást végeznek, hogy közöttük az eredetitől eltérő kötések jöhetnek létre. Ha ilyen állapotban két textíliát nagy erővel összenyomnak, akkor ezek molekulái között kialakulnak a rétegeket összeerősítő kohéziós kötések. Az összenyomással egyidejűleg előidézett hirtelen lehűtés rögzíti ezt a kötést. Magától értetődik, hogy ezután az így összehegesztett alkatrészeket nem szabad ismét a hőre lágyulás hőmérséklettartományába hevíteni, mert akkor a hegesztett kötés felbomlik.
Két különböző hőmérsékletű, egymással kapcsolatba hozott anyag között hőkiegyenlítődés megy végbe: a melegebb test hőenergiát ad le, a hidegebb pedig hőenergiát vesz fel. Ezt a folyamatot hőterjedésnek nevezik, aminek három fajtája ismeretes: a hővezetés, a hőáramlás (konvekció) és a hősugárzás.
- Hővezetésnél a hőenergia részecskéről részecskére terjed anélkül, hogy a molekulák helyüket elhagynák. A különböző anyagok különbözőképpen vezetik a hőt, amit a hővezetési együtthatóik fejeznek ki. Poliamid[4] esetében ez 0,25 Wm−1K−1, poliészter[5] esetében – a típustól függően – 0,15–0,4 Wm−1K−1. (Összehasonlításul: a közismerten jó hőszigetelő képességű gyapjúé[6] 0,035 Wm−1K−1, bár ez az anyag nem hegeszthető.) Minél jobb a textília anyagának hővezető képessége, annál alacsonyabb hőmérséklet mellett hegeszthető.
- Hőáramlás esetén folyadékban vagy gázban (pl. levegőben) úgy terjed, hogy a hőenergiát a molekulák viszik magukkal. A forró levegős hegesztés ezen az elven működik.
- A hősugárzás úgy megy végbe, hogy a közbenső réteg nem melegszik fel. Ez voltaképpen az elektromágneses sugárzások egy fajtája. Az úgynevezett infravörös sugárzás tartományában[7] a sugárzás rezgésszáma 300–380 GHz. Ez a rezgés hozza létre a textilanyag felületének kis mélységig történő felmelegedését.
- A textilanyag felmelegítése mechanikus rezgetéssel, a 20–50 kHz rezgésszám-tartományba eső ultrahanggal is történhet, amely az anyagrészecskék mozgásának erős felgyorsításával hozza létre az anyag felmelegedését.

Az összehegesztendő textilanyagok felmelegítésére többféle módszert is kidolgoztak. A leggyakrabban használt ezek közül a közvetlen hővezetéssel (fűtött ékkel), a forró levegővel, valamint az ultrahanggal történő felmelegítés. Főleg PVC anyagú termékeken (ezek többnyire nem textíliák, hanem a ruházati iparban is elterjedten használt fóliák) használatban van a mikrohullámú (ún. nagyfrekvenciás) hevítés is.
Elvileg kétféle hegesztési eljárást használnak: a szakaszos és a folyamatos hegesztést. Az előbbit két kisebb alkatrész egy lépésben történő összeerősítésére alkalmazzák és kivitelezése hasonlít a ruhaipari préseléshez. A folyamatos eljárás a varrás műveletéhez hasonlít: elkezdik az alkatrész egyik végén és befejezik a másikon. Ruhaalkatrészek, kisebb termékek folyamatos hegesztésénél a hegesztőgép áll és a munkás – a varrógéphez kezeléséhez hasonlóan – az összehegesztendő rétegeket összefogva vezeti a hegesztő fejhez. Nagyobb termékek (sátrak, ponyvák, textilépület-elemek stb.) esetében az alkatrészek rögzített helyzetben vannak és egy mozgatható hegesztőgépet vezetnek végig a készítendő varrat mentén.
A folyamatos hegesztésnél az összehegesztendő kelmerétegeket egy hengerpár továbbítja, miközben a hengereket erős, de a hegesztendő anyagokhoz igazított nyomással összeszorítják. A hengerpárt elhagyva az összehegesztett rétegeket lehűtik, aminek hatására a hegesztett varrat megszilárdul.

### Forró ékes hegesztés
A forró ékes hegesztésnél – mint a neve is mutatja – egy leélezett szélű, elektromosan fűtött alkatrészt illesztenek a hengerpár bemenő oldalán a kelmerétegek közé, ez melegíti fel hővezetéssel a kelmerétegeket a lágyulási tartományba. A textilanyagok általában rossz hővezetők, emiatt a forró ékkel érintkező felületükön ún. hőtorlódás következik be és így ott gyorsan meglágyulnak, rövid kontaktidőre van tehát szükség, ami a megmunkálás sebességére előnyös hatással van. Az éket akár 800 °C-ra is fel lehet fűteni, de a gyakorlatban 200–300 °C hőmérsékletet állítanak be.
Ha a forró ékes hegesztés során a hegesztendő anyag továbbítását megállítják, a forró éket azonnal el kell távolítani, mert túlmelegedhet, és amikor folytatják a hegesztést, ez a túlmelegedett fémfelület megégetheti a kelmét. A forró ékre rátapadhatnak szennyezőanyagok, megolvadt műanyag részecskék is, ami gátolhatja a hegesztett varrat tökéletes kialakulását. Ha a hegesztett varrat egy keresztvarratot – azaz megvastagodott anyagszakaszt – ér el, akkor az éknek ki kell tudni mozdulnia.

### Forró levegős hegesztés
A forró levegős hegesztésnél az anyagoktól függő hőmérsékletű levegőt fújnak a kelmerétegek közé, és hasonlóképpen ezzel a módszerrel melegítik fel a műanyagfólia-szalagot is, ha ilyennel kell lefedni egy tűvel-cérnával készült varratot.
Ennek a megoldásnak előnye, hogy a forró levegőt közvetlenül a varrat helyére lehet irányítani és az összeerősítendő rétegekkel más alkatrész nem érintkezik, tehát a rétegek nem csúszhatnak el és nem is szennyeződhetnek. A hegesztendő kelmefelületek egyenetlenségei (pl. keresztvarratok) nem zavarják a hegesztés folyamatát. A forró levegős hegesztés hátránya a többi rendszerhez képest az, hogy a folyamatos légáramlat miatt meglehetősen zajos.

### Ultrahangos hegesztés
Ultrahangos hegesztésnél elektromos úton 16–70, de leggyakrabban 20–40 kHz frekvenciájú mechanikus rezgéseket hoznak létre a hegesztőfejen, az ún. szonotródán, ami a ruhaipari folyamatos hegesztőgépeken egyúttal az anyagtovábbító hengerpár alsó vagy a felső kereke is. A szonotróda és az ellendarab (az ún. "üllő") közé szorított hegesztendő anyagrétegek a rezgési energia elnyelése és az ellendarabról való visszaverődése, valamint a nagyon gyorsan mozgó anyagmolekulák között fellépő súrlódás folytán felmelegszenek, megolvadnak és igen rövid idő alatt létrejön közöttük a kötés. A rezgésszám és a rezgés amplitúdója határozza meg a hőmérsékletet. Ezzel a módszerrel nem lehet túl vastag anyagokat hegeszteni, mert előfordulhat, hogy ez esetben a kelmék felülete megég, mielőtt a belsejük meglágyulna. Ezzel az eljárással korábban 10, a mai fejlettségi szinten már 20 mm szélességű hegesztett varratot lehet létrehozni.

### Nagyfrekvenciás hegesztés
A nagyfrekvenciás hegesztésnél nem külső fűtést alkalmaznak. A hegesztendő anyagrétegeket két elektróda közé vezetik, amelyek között váltakozó elektromos mezőt hoznak létre, ennek hatására a műanyag molekulái erős mozgásba jönnek, súrlódnak egymáson, ami az anyag felmelegedését okozza, annak teljes keresztmetszetében. Ilyen módon csak olyan műanyagok hegeszthetők, amelyek molekulái polarizáltak, azaz elektromosan nem semlegesek. Ennek a kritériumnak – a gyakorlatban előforduló anyagok között – legjobban a PVC felel meg, ezért ezt az eljárást többnyire PVC fóliák és PVC bevonattal ellátott textíliák hegesztésére használják. Arra kell ügyelni, hogy itt – az ultrahangos hegesztéssel ellentétben, amely teljesen veszélytelen az emberi szervezetre – olyan frekvenciát (leggyakrabban 27,12 MHz) alkalmaznak, ami az emberi szervezetre bizonyos körülmények között ártalmas lehet, ezért jó, ha állapotos nők és szívproblémákkal küszködő vagy szívritmus-szabályozót használó emberek nem végeznek ilyen munkát.

### Lézersugaras hegesztés
A lézersugaras hegesztést egy, a lézersugár számára átlátszó és egy, a lézersugarat elnyelni (abszorbeálni) képes anyag összeerősítésére használják. Az infravöröshöz közeli tartományban, 800–1100 nm hullámhosszon a legtöbb műanyag átlátszó. A lézersugár áthatol a számára átlátszó műanyagrétegen és az elnyelő rétegben hővé alakulva az adott helyen megolvasztja mindkét réteg felületét. Miután a két réteget nagy nyomással összepréselik, kialakul közöttük a hegesztett kötés, amit az ezt követő hűtés megszilárdít. A nem abszorbeáló elem tehát közvetett módon melegszik fel.
A lézersugaras hegesztés előnye a nagyon precíz és szabályozható energiakoncentráció, amivel a hegesztési helyet pontosan ki lehet jelölni, valamint az, hogy a kialakuló hegesztett varrat igen nagy szilárdságú. Mivel a lézersugár jól fókuszálható, a többi terület nincs erős hőhatásnak kitéve, és a jó eredmény érdekében a hegesztendő darabok optikai tulajdonságai is megfelelően módosíthatók.

## A textilhegesztés alkalmazási területei
A ruházati iparban a hegesztést legtöbbször a varrat légmentes lezárására használják, amit úgy érnek el, hogy a tűvel-cérnával készült varratot egy víz- és légzáró műanyag fóliával borítják, ezt hegesztik a varrat fölé (és esetleg alá is). Erre a legalkalmasabb hegesztési eljárás a forró levegős hegesztés.
A forró levegős hegesztés egy másik fontos területe a nemszőtt textíliákból készült szűrők gyártása. Itt ugyanis fontos, hogy elkerüljék a varrótű által okozott perforációt, ami zavarhatná a szűrő hatást.
Hegesztett varratokat alkalmaznak a ruhadarabokon kívül sátrak, ponyvák, textilépületek készítésénél is. Ezeken a területeken legelterjedtebb a forró ékes hegesztés, amely nagy sebességgel végezhető és igen erős hegesztett varratot eredményez, ugyanakkor a légszennyezés szempontjából is kedvezőbb, nem keletkezik füst, mint például PVC forró levegős hegesztésénél.
Az ultrahangos hegesztés nagyon sok területen használatos: védőruhák, csomagolóanyagok, szűrők, kórházfelszerelési textíliák (huzatok, kendők stb.), árnyékolástechnikai eszközök (textilredőnyök), melltartók, fűzőáruk stb. készülnek ezzel az eljárással. Rugalmas kelmék esetében (fűzőáruk, melltartók) a folyamatos hegesztett varrat helyett szakaszos, hegesztett pontok sorozatából álló varratot készítenek, ami nem akadályozza a kelme nyúlását.
A lézersugaras hegesztés elsősorban az autóiparban terjedt el, egyebek között a légzsákok gyártásában is. Emellett használják egyéb műszaki textíliák, pl. ponyvák, árnyékoló textilanyagok, csomagolóanyagok konfekcionálásában és a textilépítészetben is, a ruházati iparban pedig varratok műanyag szalaggal való lefedésére vízhatlanítás céljából.
Annak érdekében, hogy a hegesztett varrat hajlékonyabb legyen, a gépeken gyakran nem sima kerekeket használnak, hanem olyanokat, amelyek felülete különböző mintázatok szerint rovátkolt.

## Kapcsolódó szócikk
- Hegesztés (fémek)